# Sturmtiger
Sturmtiger este numele folosit pentru a denumi un tun de asalt greu folosit de Germania nazistă în timpul celui de-al Doilea Război Mondial. Construit pe șasiul tancului Panzer VI Tiger I și echipat cu un lansator naval de rachete calibrul 38 cm, scopul principal al acestui vehicul de luptă era să asigure sprijin infanteriei în luptele din zonele urbane. Deși fabricat într-un număr extrem de limitat, Sturmtiger a fost folosit în timpul insurecției din Varșovia (1944), în ofensiva din Ardeni (1944-1945) și în bătălia din jurul pădurii Reichswald (1945). Acest tun de asalt mai era cunoscut și sub numele de Tiger-Mörser, Sturmmörser Tiger, Sturmpanzer VI și Sturmmörserwagen 606/4 mit 38 cm RW 61.

## Proiectare
În timpul Bătăliei de la Stalingrad, armata germană a resimțit lipsa unor vehicule blindate special proiectate pentru luptele urbane. La începutul anului 1943, tunul de asalt greu Sturmpanzer IV a intrat în producție, însă Wehrmachtul a cerut un alt vehicul blindat de luptă, cu un design asemănător, însă mult mai bine înarmat și blindat.
Sturmtiger, noul vehicul proiectat de către Alkett, utiliza șasiul tancului greu Tiger I pe care era montată o suprastructură masivă din oțel. Deși inițial tunul de asalt trebuia să fie dotat cu un obuzier greu de calibrul 210 mm, în cele din urmă Sturmtiger a fost înarmat cu un lansator naval de calibrul 380 mm. Acesta era o variantă adaptată a unui lansator de grenade antisubmarin folosit pe navele Kriegsmarine. Proiectilul era practic o grenadă antisubmarin cu o greutate de până la 376 de kilograme propulsată de o rachetă.
Prototipul i-a fost prezentat lui Hitler în octombrie 1943. Primele trei tunuri de asalt au fost gata la 20 februarie 1944. Rata de producție lunară a fost estimată la 10 vehicule pe lună, însă această cifră nu a fost atinsă decât în septembrie 1944. Doar 18 tunuri de asalt Sturmtiger au fost construite între august și decembrie 1944, majoritatea folosind șasiul tancurilor Tiger I avariate și, ulterior, recuperate de pe câmpul de luptă.

## Utilizare

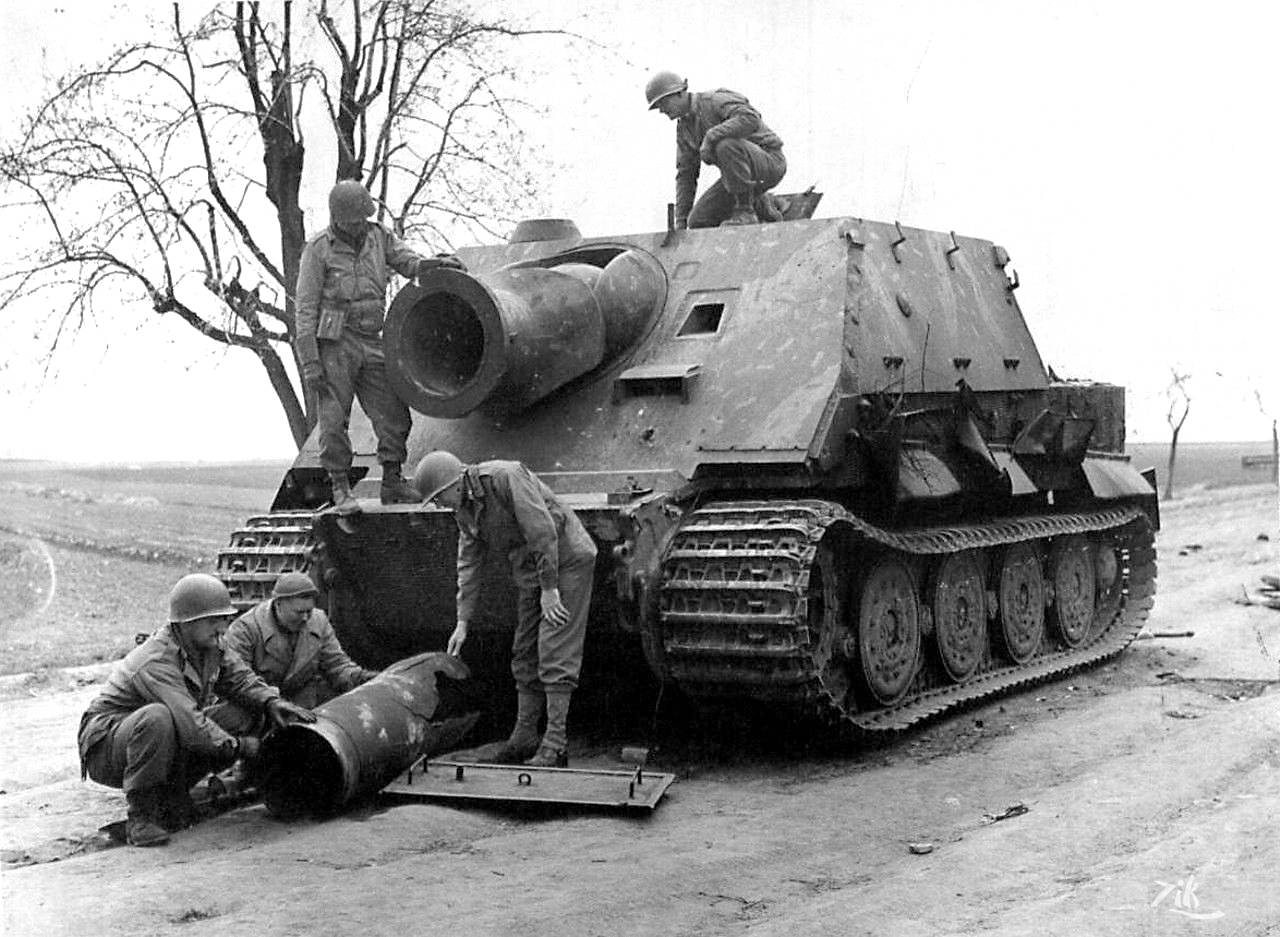
Un Sturmtiger abandonat și distrus de către propriul echipaj este examinat de trupele americane.

Sturmtiger urma să fie folosit ca un tun de asalt greu, pentru a sprijini infanteria împotriva fortificațiilor. Când primele vehicule au fost construite însă, situația strategică se schimbase complet, armata germană fiind implicată aproape exclusiv în operațiuni defensive.
Trei companii Panzer au fost create special pentru a folosi vehiculele Sturmtiger: Panzer Sturmmörser Kompanien (abreviat:PzStuMrKp) (Compania blindată de obuziere de asalt) 1000, 1001 și 1002. Acestea trebuiau inițial să fie înzestrate cu 14 vehicule fiecare, însă numărul a fost ulterior redus la patru vehicule împărțite în două plutoane.
PzStuMrKp 1000 a fost înființată pe 13 august 1944 și a fost folosită în timpul Revoltei din Varșovia, având la dispoziție două vehicule. PzStuMrKp 1001 și 1002 au fost înființate în septembrie și octombrie. Ambele companii au fost folosite în timpul Ofensivei din Ardeni, fiind înzestrate cu șapte tunuri de asalt Sturmtiger.
După Ofensiva din Ardeni, tunurile de asalt Sturmtiger au fost folosite în operațiuni strict defensive pe Frontul de Vest. Majoritatea vehiculelor au fost abandonate din cauza avariilor mecanice și lipsei de combustibil, fiind distruse de către propriile echipaje. Sturmtiger, având o greutate de 68 de tone, consuma 450 de litri de benzină pentru a se deplasa 100 de kilometri.
Sturmtiger era capabil să distrugă o clădire folosind o singură lovitură, însă avea doar 14 proiectile la dispoziție. Rata de tragere era redusă din cauza proiectilelor extrem de grele și voluminoase. Muniția era de două tipuri: explozivă și cumulativă. Lovitura cumulativă era capabilă să perforeze 2,5 metri de beton ranforsat. Tunul de asalt nu avea nevoie de un proiectil perforant; puterea explozivă a unui singur proiectil era capabilă să scoată din uz orice tanc inamic. În ianuarie 1945, o singură lovitură trasă de un tun de asalt Sturmtiger a scos din uz trei tancuri medii M4 Sherman, o dovadă a puterii de foc imense a acestui vehicul.

## Exponate din muzee
Două vehicule au fost păstrate până în prezent: unul este expus la Muzeul Tancului din Munster (Germania), iar celălalt este expus la Muzeul Tancului din Kubinka, Rusia. La Muzeul Tancului din Bovington (Marea Britanie) este expus un lansator de calibrul 380 mm Raketen-Werfer 61.